# Баскинта
Бескинта (араб. بسكنتا‎) — ливанская деревня, расположенная в высоте в пределах от 1250 метров над уровнем моря в её самом низком пункте, к 1800 метрам в Канат Бакиш. Известна своей естественной красотой и умеренным климатом. Баскинта была столицей сирийского христианского квази-государства Марада. Город известен своими фруктами, особенно яблоками и виноградом. Жители — христиане: 70% марониты и 30% православные греки.

## История
В Баскинте много руин памятников, кладбищ и нумизматики, глиняная посуда сохранилась со времён Финикии. Греки построили в Баскинте фантастические дворцы, огромные камни, стенды столбов и подземные проходы сохранились с тех самых времён которые все ещё существуют. нумизматика, монеты, которые принадлежали королеве Хелене, были найдены именно здесь. Храм Вакха в месте, известном как Бакиш-канал, был назван в честь Вакха, бога веселья и вина в греческой мифологии. В дополнение к руинам города, здесь блестящие отели и роскошные шале, разыскиваемые поклонниками лыж.
Это — родная деревня Михаила Наймеха (1889—1988), одного из самых великих мыслителей Ливана и писателей, которые персонифицировали естественные сценарии Баскинты в большинстве его писем. Здесь в хижине, окруженной экстраординарными горными формированиями, Наймех создал большую часть своих монументальных работ.